# وتره دورنه
شهر وتره دورنه (به رومانیایی: Vatra Dornei) در شهرستان سوچاوا در کشور رومانی واقع شده‌است. جمعیت این شهر ۱۷٬۸۶۴ نفر  است.

## نگارخانه

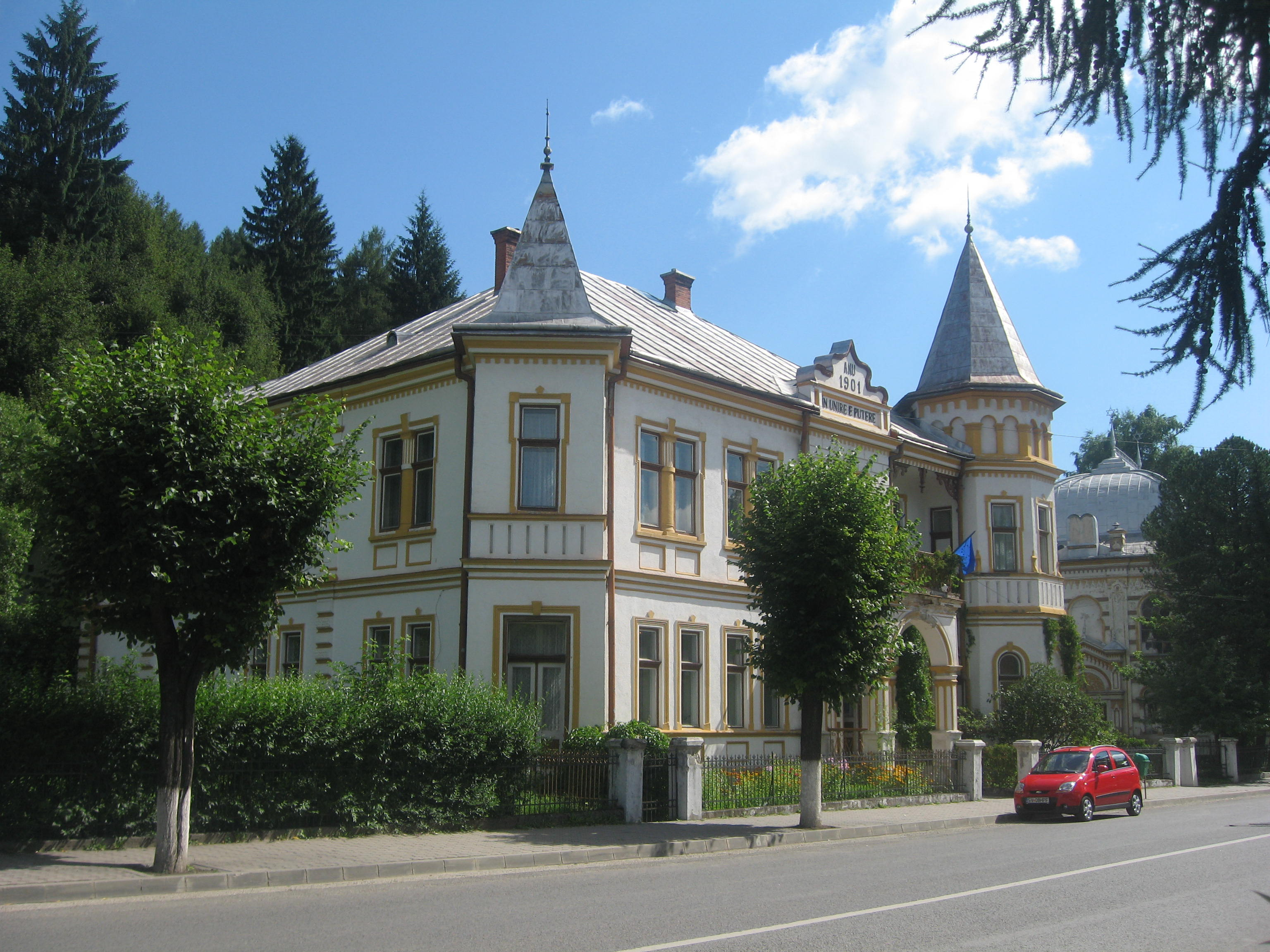
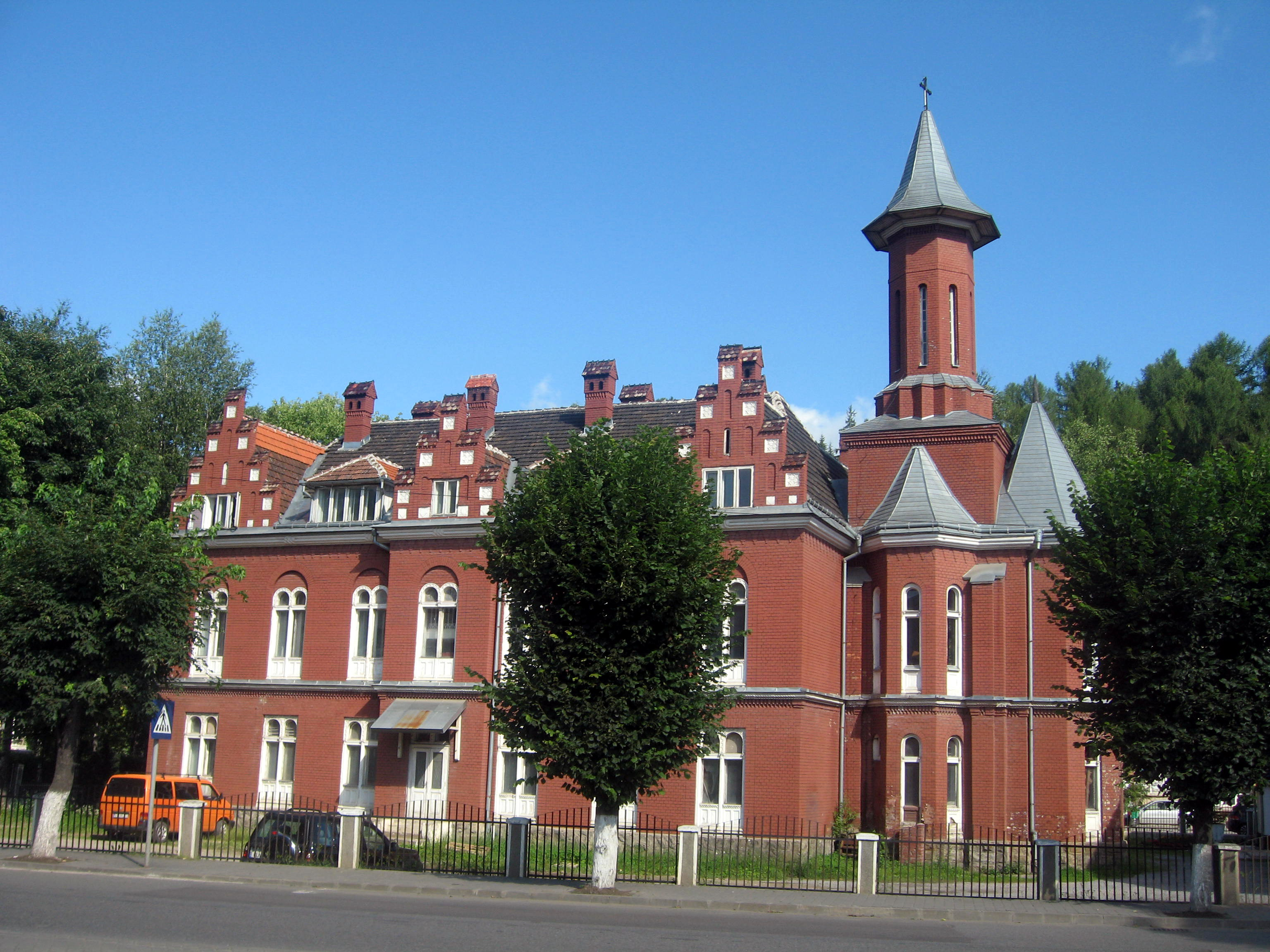
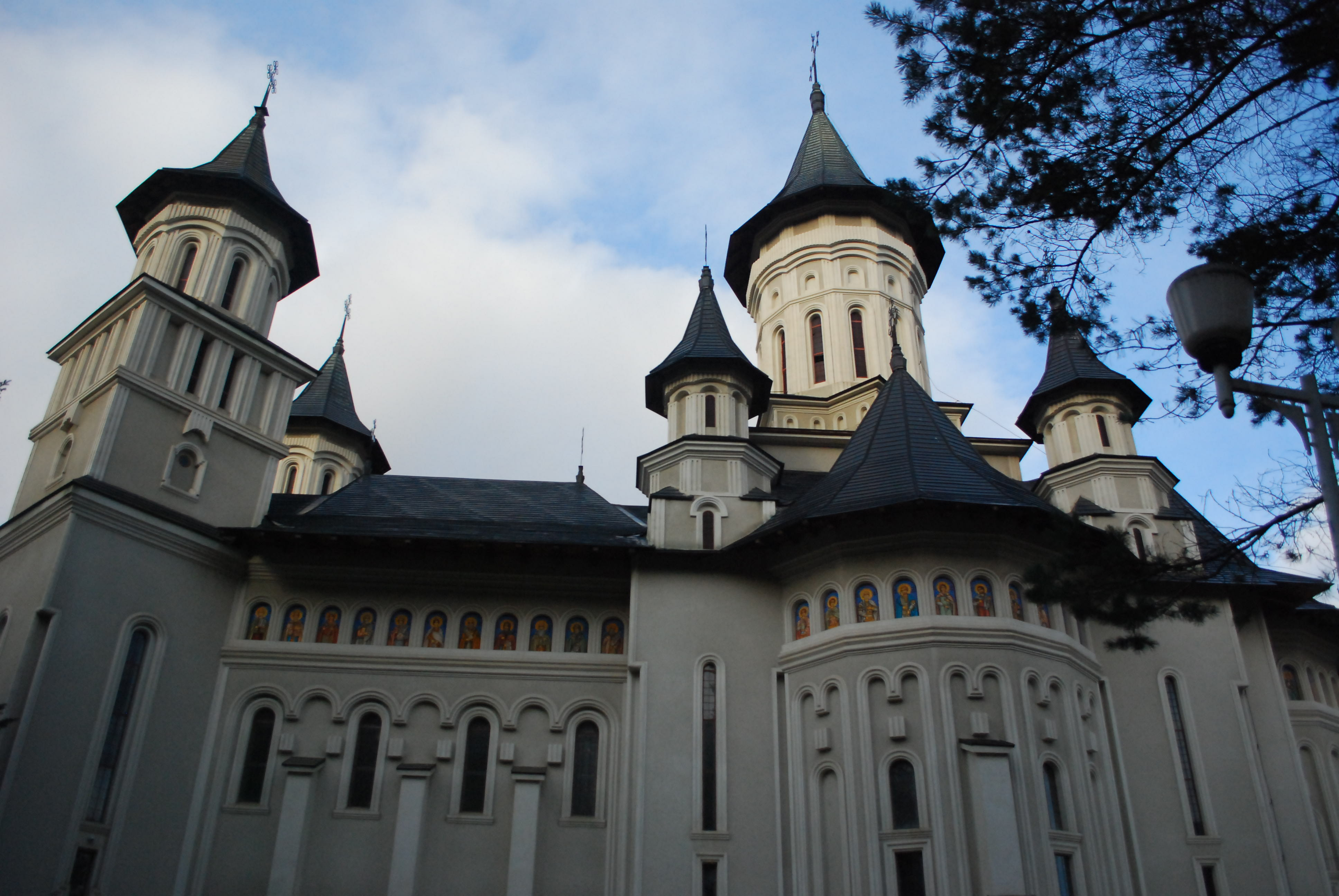
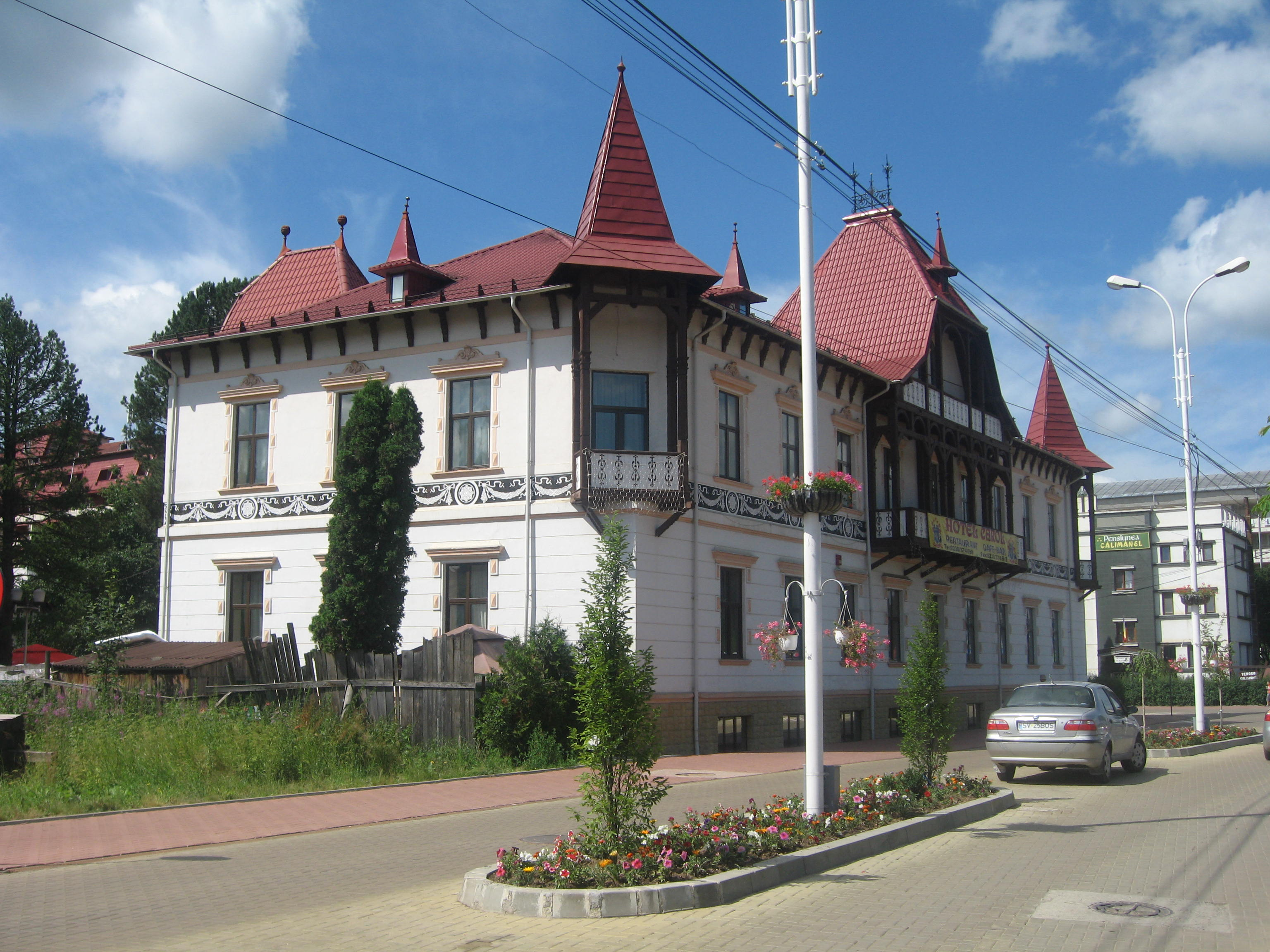
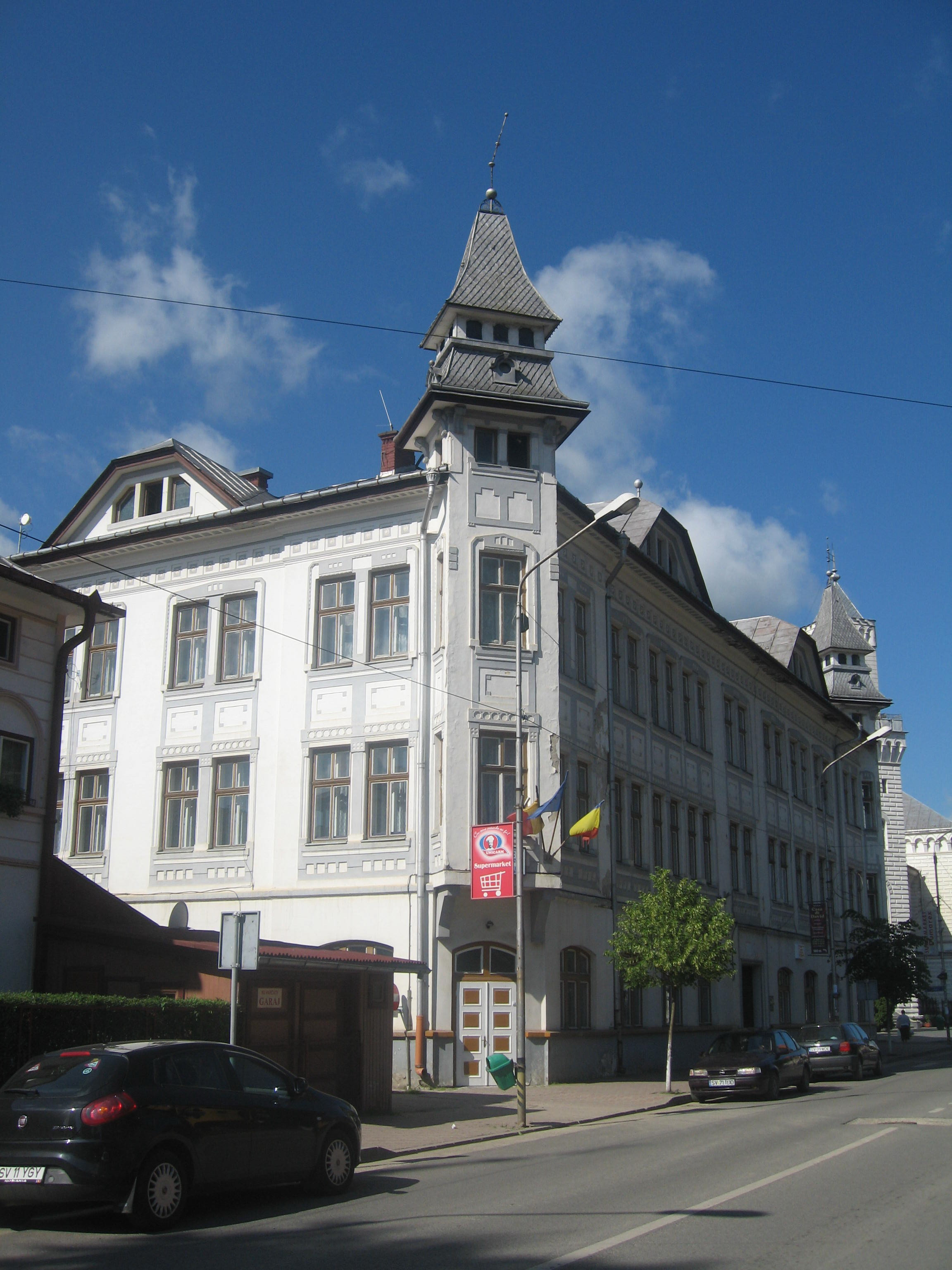
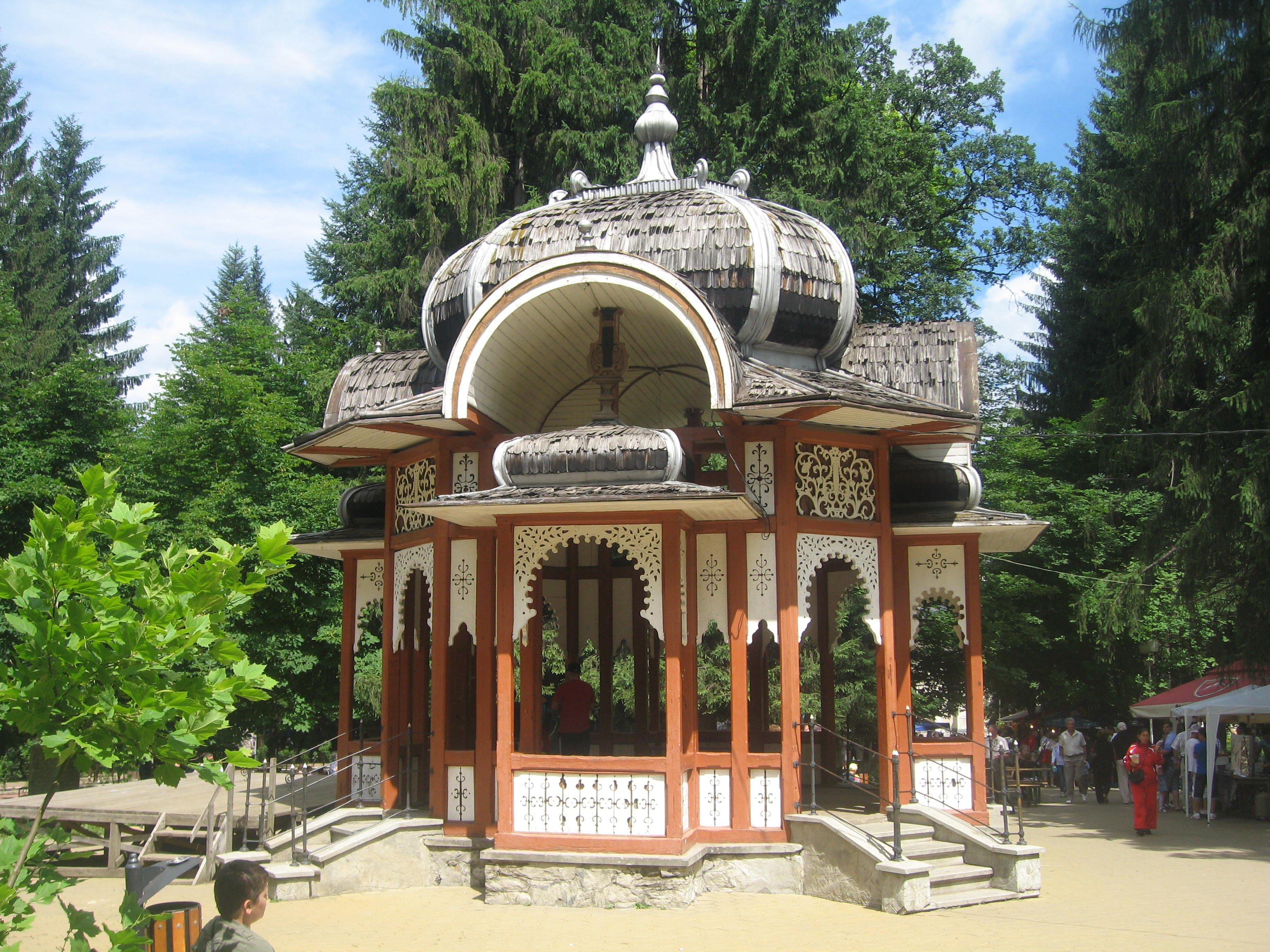
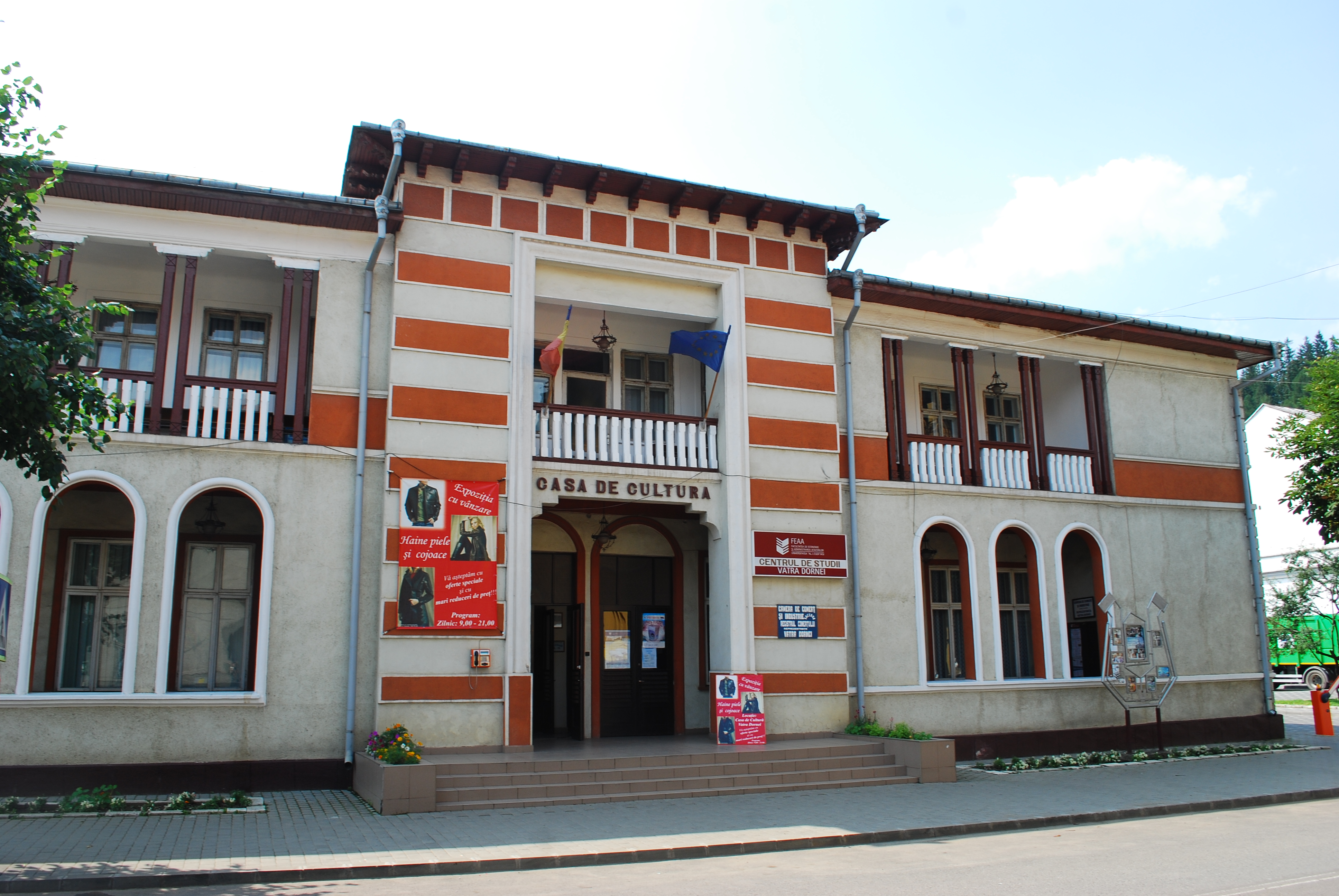
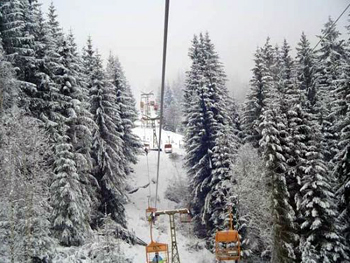
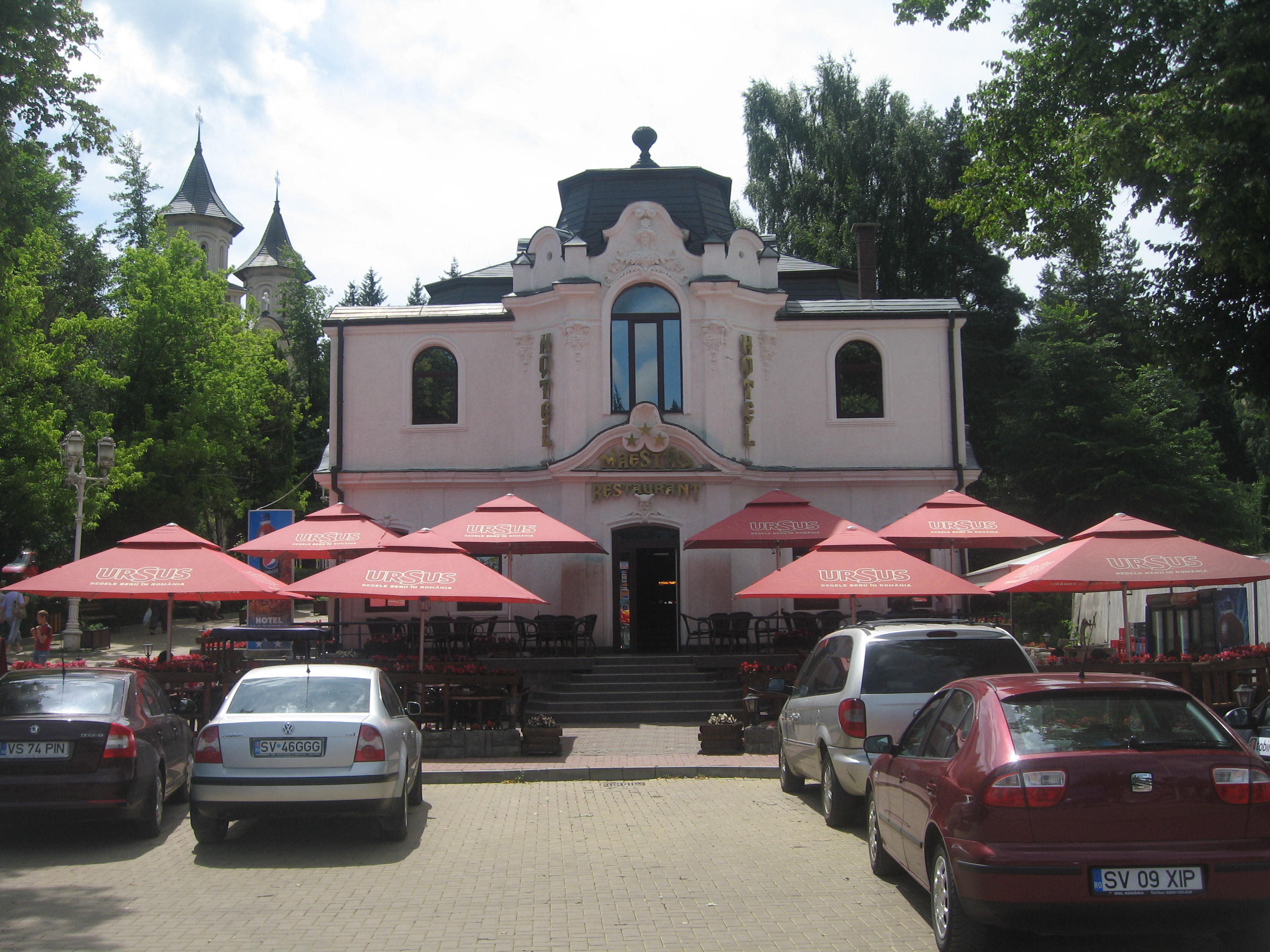
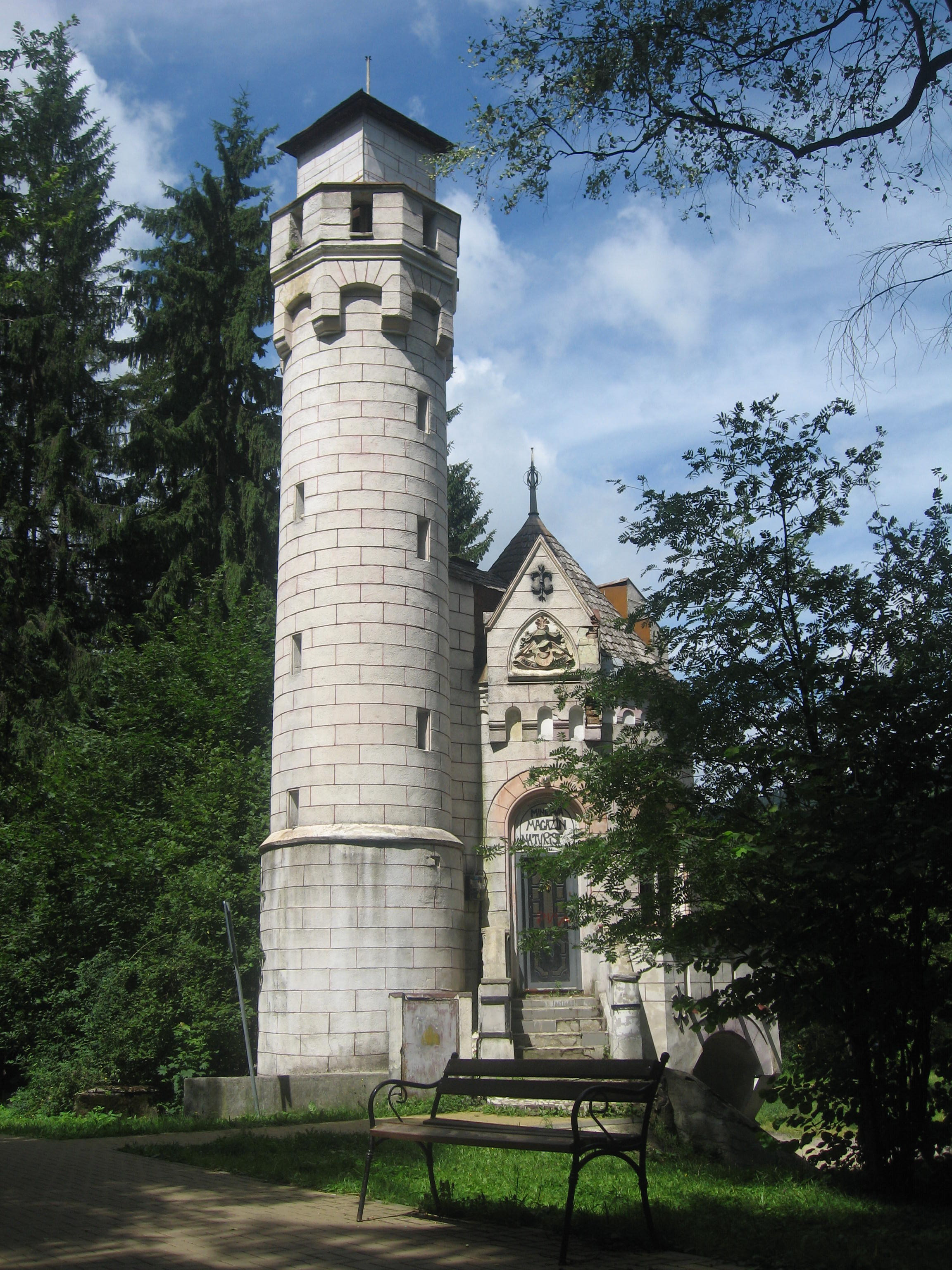
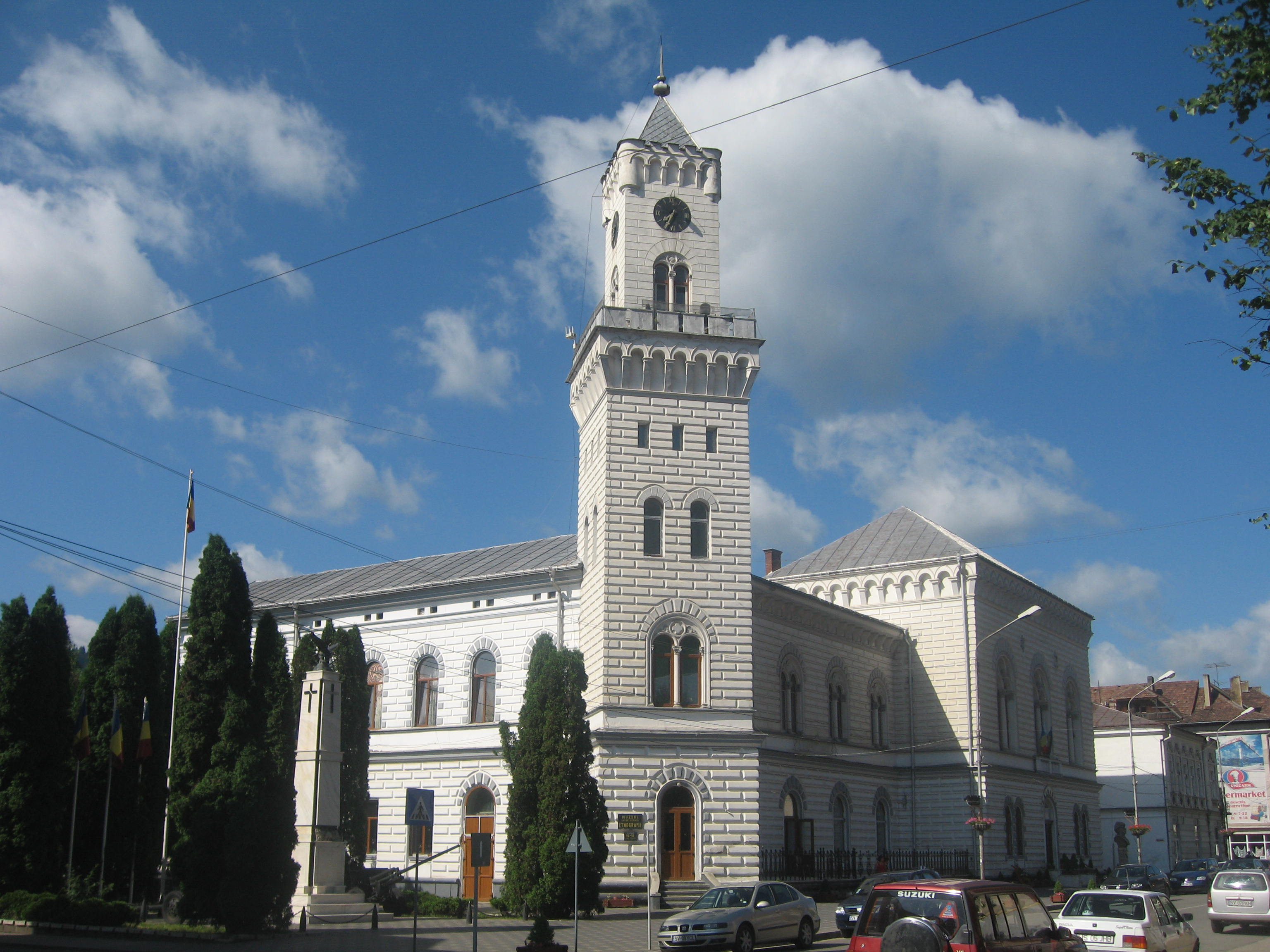
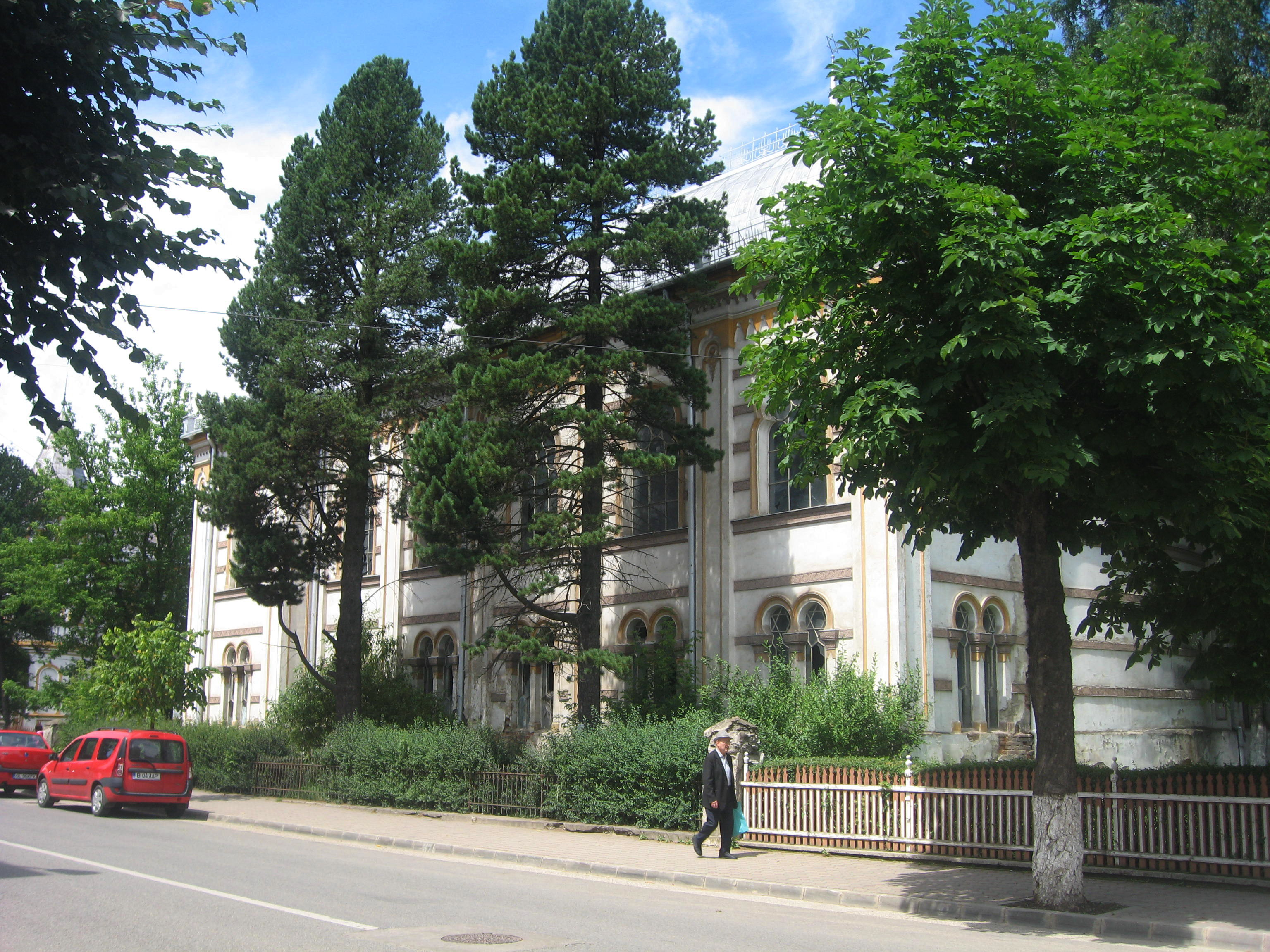
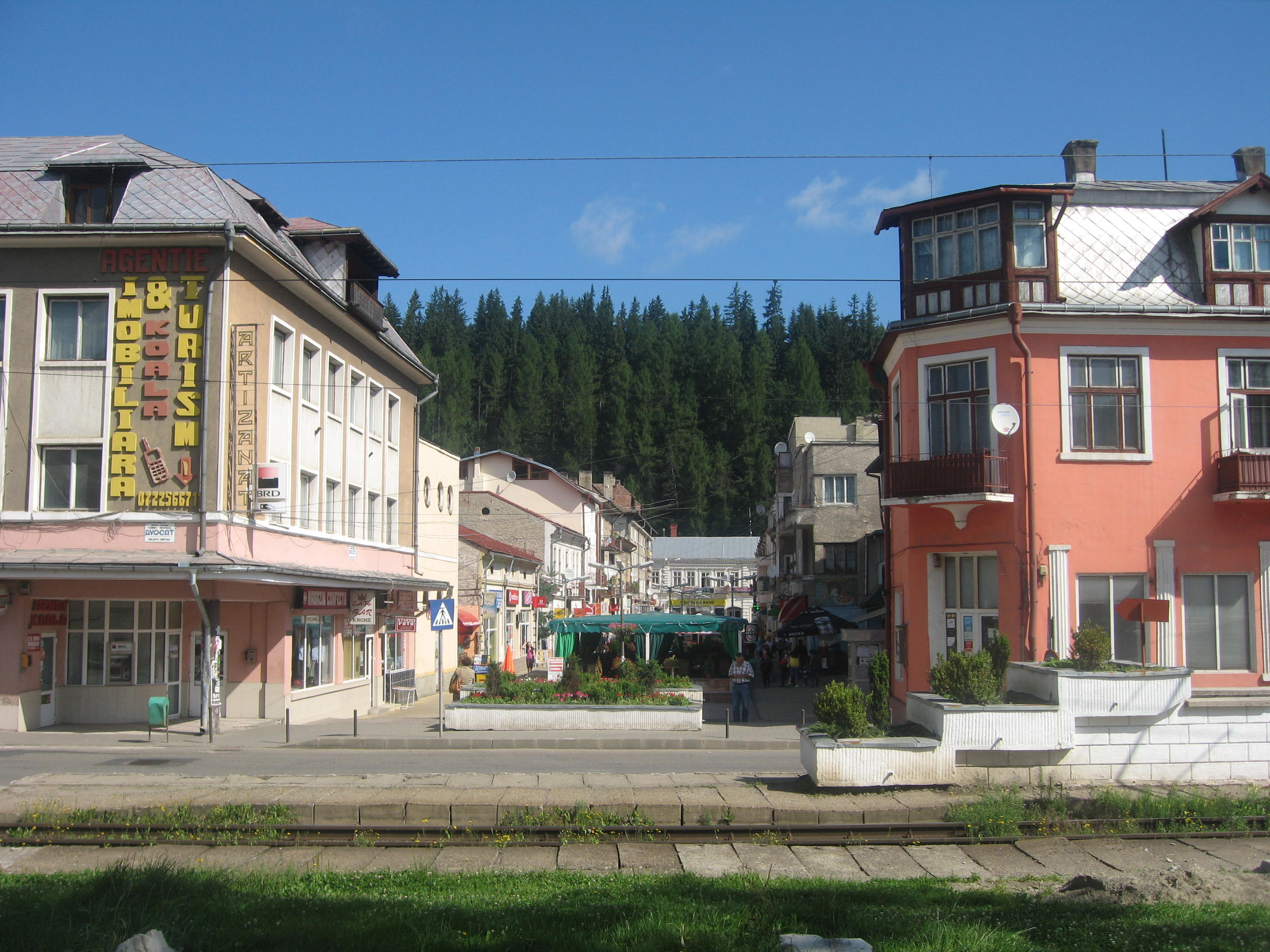
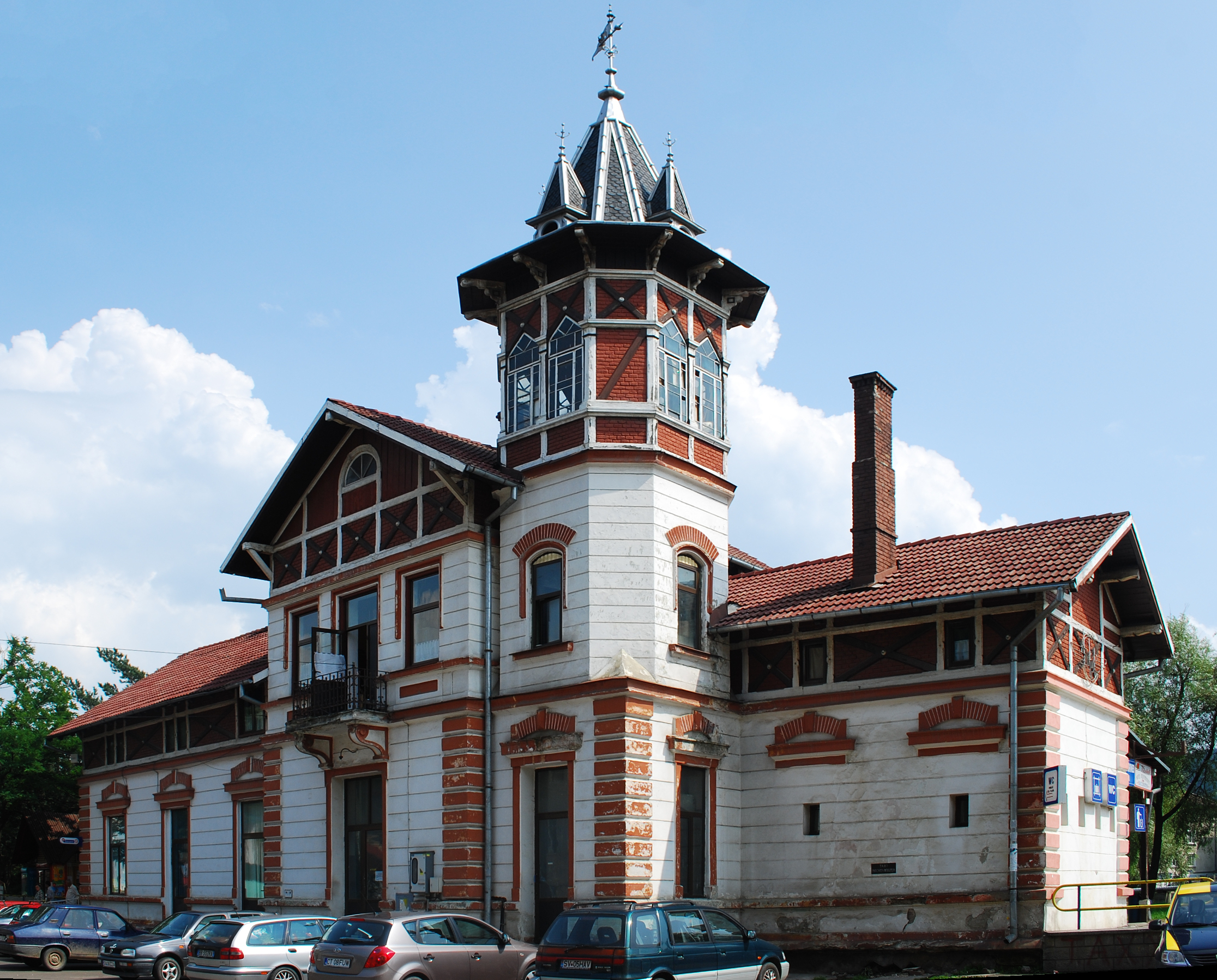
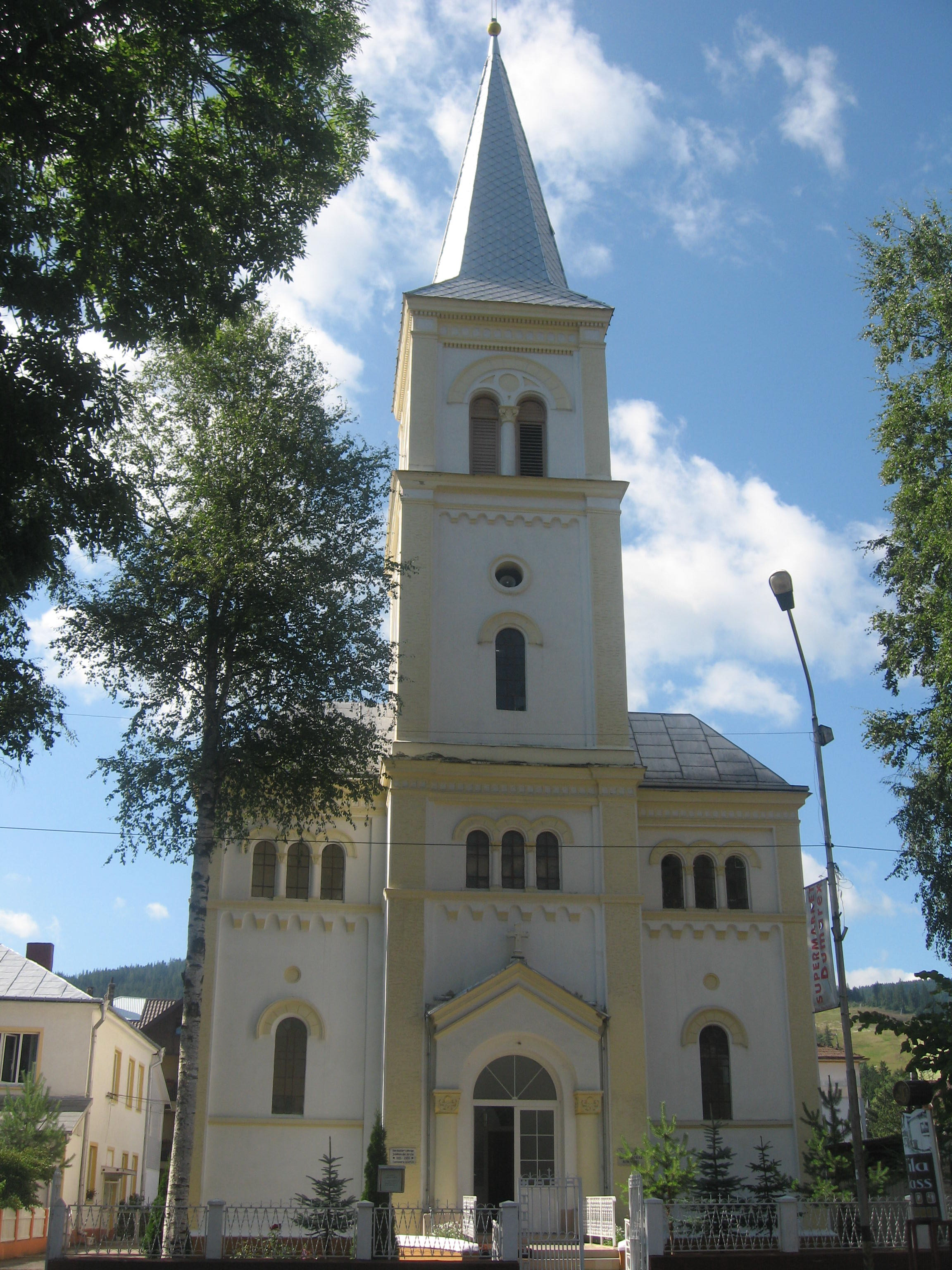
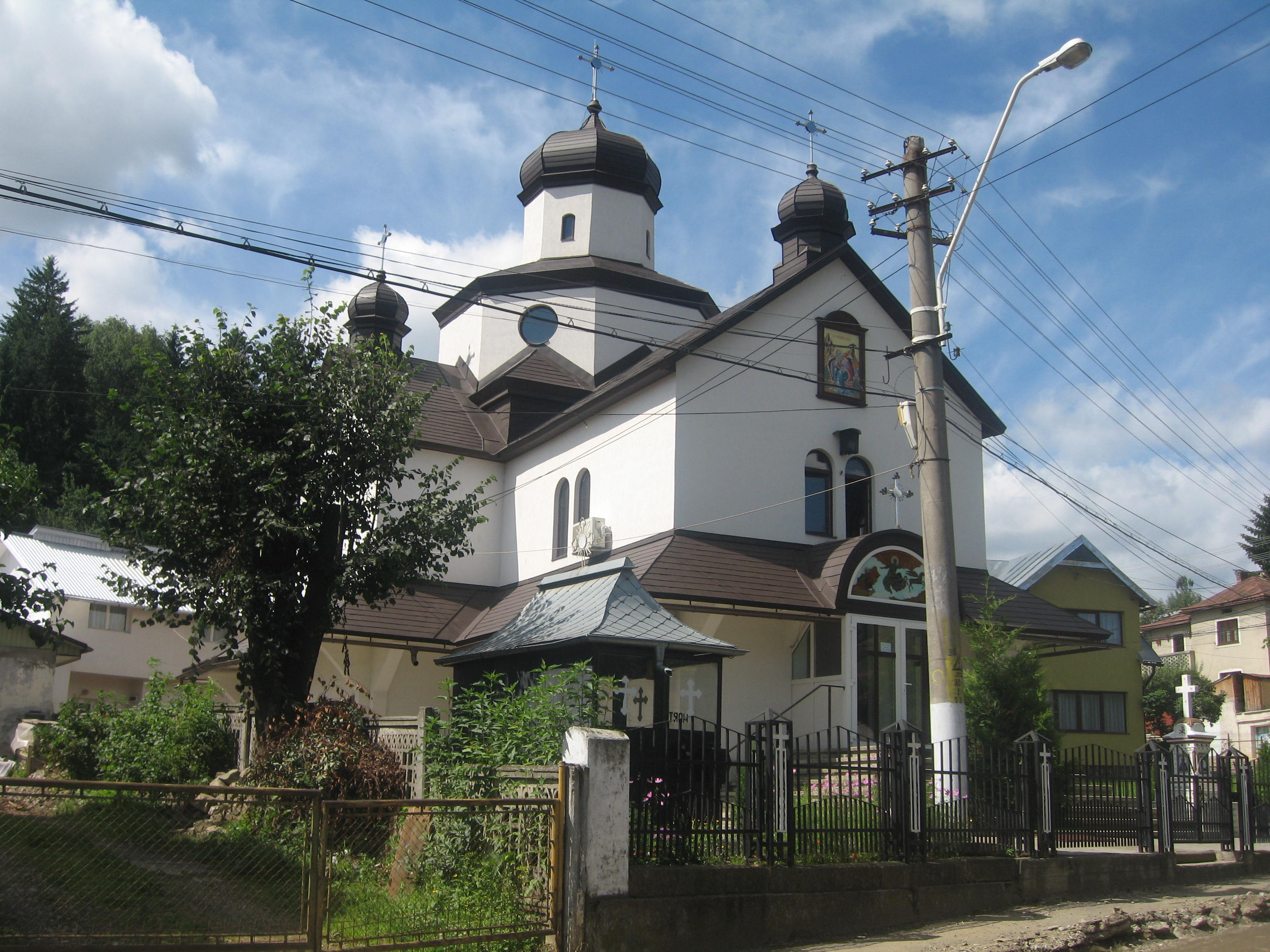